# دیمیتری ایواننکو
دیمیتری ایواننکو ([Дми́трий Дми́триевич Иване́нко] Error: {{Lang}}: متن دارای نشانه‌گذاری ایتالیک است (راهنما)؛ زاده ۲۹ ژوئیهٔ ۱۹۰۴ درگذشته ۳۰ دسامبر ۱۹۹۴) یک فیزیک‌دان در زمینه فیزیک نظری، فیزیک هسته‌ای، میدان (فیزیک)، و گرانش اهل روسیه بود.